# Cold Dark Place
| Совокупная оценка    | Совокупная оценка |
| Источник             | Оценка            |
| -------------------- | ----------------- |
| Metacritic           | 74/100            |
| Оценки критиков      |                   |
| Источник             | Оценка            |
| AllMusic             | [ 2 ]             |
| Kerrang!             | [ 1 ]             |
| The Line of Best Fit | [ 3 ]             |
| Spin                 | [ 4 ]             |
| Pitchfork            | [ 5 ]             |
| Read Junk            | [ 6 ]             |

Cold Dark Place (с англ. — «Холодное тёмное место») — мини-альбом американской метал группы Mastodon, выпущенный 22 сентября 2017 года в цифровом виде и на CD под лейблом Reprise Records. 27 октября было выпущено ограниченное 10-дюймовое винил-издание альбома. Три трека из четырёх были записаны во время сессий звукозаписи к альбому 2014 года Once More ’Round the Sun, тогда как четвёртый трек, «Toe to Toes», был записан во время сессий к альбому 2017 года Emperor of Sand.

## Список композиций
Слова и музыка всех песен — Mastodon.
| №                   | Название            | Длительность |
| ------------------- | ------------------- | ------------ |
| 1.                  | «North Side Star»   | 6:10         |
| 2.                  | «Blue Walsh»        | 5:10         |
| 3.                  | «Toe to Toes»       | 4:30         |
| 4.                  | «Cold Dark Place»   | 6:00         |
| Общая длительность: | Общая длительность: | 21:50        |

## Участники записи
Mastodon
- Трой Сэндерс — вокал, бас-гитара, хлопки (3 трек)
- Брент Хайндс — вокал, соло-гитара, лэп-стил, хлопки (3 трек)
- Билл Келлихер — ритм-гитара, хлопки (3 трек)
- Брэнн Дэйлор — ударные, перкуссия, вокал, хлопки (3 трек)

Остальные
- Ник Рэскаленикс — продюсирование (1, 2 и 4 треки)
- Брэндан О’Брайан — продюсирование (3 трек)

## Чарты
| Чарт (2017)                          | Высшая позиция |
| ------------------------------------ | -------------- |
| Австрия (Ö3 Austria)                 | 36             |
| Канада (Canadian Albums Chart)       | 43             |
| Венгрия (MAHASZ)                     | 30             |
| Португалия (AFP)                     | 18             |
| Швейцария (Schweizer Hitparade)      | 44             |
| США (Billboard 200)                  | 42             |
| США (Billboard Top Hard Rock Albums) | 4              |
| США (Billboard Top Rock Albums)      | 7              |